# NGC 367
NGC 365 este o galaxie spirală barată situată în constelația Balena. A fost descoperită în anul 1886 de către Frank Muller.